# Билингсли (Алабама)
Билингсли (енгл. Billingsley) град је у америчкој савезној држави Алабама. По попису становништва из 2010. у њему је живело 144 становника.

## Демографија
Према попису становништва из 2010. у граду је живело 144 становника, што је 28 (24,1%) становника више него 2000. године.
| Група             | 2000.       | 2010.       |
| Белци             | 105 (90,5%) | 124 (86,1%) |
| Афроамериканци    | 7 (6,0%)    | 16 (11,1%)  |
| Азијати           | 0 (0,0%)    | 0 (0,0%)    |
| Хиспаноамериканци | 0 (0,0%)    | 1 (0,7%)    |
| Укупно            | 116         | 144         |